# Saint-Hilaire-Petitville
Saint-Hilaire-Petitville – miejscowość i dawna gmina we Francji, w regionie Normandia, w departamencie Manche. W 2013 roku populacja ówczesnej gminy wynosiła 1433 mieszkańców. 
Dnia 1 stycznia 2019 roku ówczesne gminy Brucheville, Catz, Montmartin-en-Graignes, Saint-Hilaire-Petitville oraz Vierville włączono do Carentan-les-Marais. Siedzibą gminy pozostała miejscowość Carentan. 